# چینلی
چینلی (انگلیسی: Cinelli) شرکت دوچرخه‌سازی ایتالیایی است، که در سال ۱۹۴۸ توسط چینو چینلی تأسیس شد.